# Neseis nitida
Neseis nitida är en insektsart som först beskrevs av White 1881.  Neseis nitida ingår i släktet Neseis och familjen fröskinnbaggar.

## Underarter
Arten delas in i följande underarter:
- N. n. comitans
- N. n. consummata
- N. n. contubernalis
- N. n. impressicollis
- N. n. insulicola
- N. n. nitida
- N. n. pipturi